# Ерохина, Татьяна Владимировна
Татьяна Владимировна Ерохина (род. 7 сентября 1984, Челябинск) — российская гандболистка, олимпийская чемпионка в составе сборной России, двукратная чемпионка России. Заслуженный мастер спорта.

## Биография
Родилась 7 сентября 1984 года в Челябинске. Занималась гандболом с 11 лет, является воспитанницей СДЮШОР Челябинска, первым тренером был Николай Дмитриевич Данилов.
Окончила Тольяттинский государственный университет в 2006 году.

## Карьера

### Клубная
С июля 2001 года играет в клубе «Лада» (Тольятти). В его составе становилась двукратной чемпионкой России (2005 и 2008), обладательницей кубка России (2006) и победительницей кубка ЕГФ (2012).

### В сборной
Участница двух чемпионатов мира в составе Казахстана (2011) и России (2015). В составе сборной России заняла 5 место.
Попала в заявку сборной на Летние Олимпийские игры 2016, где сборная России стала олимпийским чемпионом.
После Олимпийских игр завершила игровую карьеру.

## Личная жизнь

### Семья
Замужем. Есть дочь Алёна (род. 02.07.2013),Злата (20.02.2018),Диана (22.08.2024).

### Увлечения
Коллекционирует сувенирные магниты. Владеет английским языком.

## Достижения
- Чемпионка России: 2005, 2008
- Победительница кубка России: 2006
- Победительница кубка ЕГФ: 2012
- Финалистка Лиги чемпионов: 2006/2007[нем.]

## Награды
- Орден Дружбы (25 августа 2016 года) — за высокие спортивные достижения на Играх XXXI Олимпиады 2016 года в городе Рио-де-Жанейро (Бразилия), проявленные волю к победе и целеустремленность[6].